# Caso Lavorini
El asesinato de Ermanno Lavorini, conocido como caso Lavorini, fue un homicidio cometido en la localidad italiana de Marina di Vecchiano, provincia de Pisa el 31 de enero de 1969. La víctima, Ermanno Lavorini, un niño de 12 años, había sido previamente secuestrado para exigir un rescate a su familia. Su cadáver se encontró un mes y medio después en una playa próxima a su domicilio. El suceso causó gran estupor en Italia por el trágico final y por sus matices. Además de ser el primer secuestro de un niño que se realizaba en el país, el caso estuvo salpicado por connotaciones políticas y sexuales. La policía, en una errática investigación, vinculó el secuestro a la extrema derecha monárquica, llegando a seguir una pista falsa de pedofilia homosexual que alimentó los titulares de la prensa sensacionalista, fomentó la polémica y contribuyó a la difusión del caso.

## El suceso
El  31 de enero de 1969  transcurría como un día normal. Ermanno  había salido de su casa después de comer para dar un paseo en su bicicleta y ver la feria que habían instalado en la plaza del pueblo. No tardaría más de una hora, le dijo a su madre.  Sin embargo, no llegaba a casa. 
A las 5.40 de la tarde Marinella Lavorini, hermana del niño,  cogía el teléfono que sonaba en el negocio familiar en el que se encontraba trabajando. «¿Quién habla?», preguntó una voz de aspecto juvenil.  «Lavorini», respondió Marinella.  «¿Es el padre?», preguntó la voz. «La hija», respondió.  «Su hermano no va a ir a casa. Volverá después de la cena». «¿Cómo que después de la cena?», preguntó  desconcertada Marinella. «Espere que llamo a mi padre. No se vaya.», añadió. «Dígale a su padre que prepare 15 millones de liras y que no llame a la policía». 
Con esa llamada telefónica se iniciaba el caso Lavorini. El secuestro se había realizado el mismo día de la llamada. La suma de 15 millones de liras (7.746,85 EUR) era una cantidad considerable en la época y se abrían todo tipo de líneas de investigación. Desde ese día se iniciaba la búsqueda del niño, que finalizaría el 9 de marzo con el hallazgo del cadáver enterrado en el pinar de una playa.
Las primeras investigaciones llevadas a cabo por el coronel Mario de Julio, policía y diputado del PDIUM enviado por el gobierno, dirigieron su mirada a los ambientes homosexuales de Viareggio, vinculándolos  con el lugar del hallazgo del cadáver. Un joven de 16 años, Marco Baldisseri, tesorero de la organización Frente Monárquico Juvenil, que frecuentaba el pinar como chapero, acusó a algunos miembros de la política local.
Tras Baldisseri aparecieron los nombres de otros jóvenes como Rodolfo Della Latta y Andrea Benedetti que también eran habituales del pinar y que, además, tenían relación con la asociación política monárquica. La asociación fue clausurada, pero la investigación mantenía la línea del delito con perfil pedófilo.

## Linchamiento mediático
El suceso motivó todo tipo de especulaciones y de acusaciones que generaron campañas de desprestigio político entre oponentes. Entre acusaciones infundadas, la investigación descubrió que la responsabilidad del secuestro y asesinato del niño era del grupo político local  “Frente Monárquico Juvenil”, dirigido por Pietro Vangioni, quien durante las investigaciones preliminares había ofrecido su colaboración aportando pistas falsas. Fue Vangioni quien indicó a la policía que el culpable era el tesorero de la asociación Marco Baldisseri.
Este, junto con otros jóvenes, posteriormente envueltos en el suceso, intentaron escabullirse acusando a su vez al alcalde socialista de Viareggio y después a otro político municipal también socialista. Involucraron también a Giuseppe Zacconi, hijo del actor Ermete Zacconi, que se convirtió en la primera víctima del linchamiento mediático del caso, el cual falleció poco tiempo después, en 1970, de infarto.
Marco Baldisseri, de 16 años, fue considerado autor del delito y la llamada pidiendo un rescate se consideró como una artimaña para encubrir un homicidio preterintencional, en un intento de eludir su responsabilidad, culpando al grupo.  Baldisseri aportó versiones distintas de lo ocurrido, acusando a diferentes personas, como por ejemplo a Adolfo Meciani, al que algunos de los investigados responsabilizaron de la llamada telefónica, si bien este siempre lo negó. Sin embargo, Rodolfo Della Latta y Pietro Vangioni, corroboraron la acusación y Meciani fue detenido.
Según Baldisseri, Meciani mató a Lavorini de un puñetazo porque se había negado a sus insinuaciones sexuales. Esta acusación, después demostrada como falsa, destruyó a Meciani, un comerciante de Viareggio, que fue objeto de un salvaje linchamiento mediático. Algunos periódicos investigaron acerca de su vida privada, descubriendo que, a pesar de estar casado y con hijos, llevaba en secreto su homosexualidad. Era un habitual del pinar de la Marina di Vecchiano  y tenía relaciones con jóvenes chaperos, algunos de los cuales llegaron a extorsionarle. Alguna prensa oportunista aprovechó el filón para cebarse con Meciani, que viéndose hundido ante tamaña ignominia, perdida su reputación, se suicidó el 24 de mayo de 1969 en la cárcel de Pisa colgándose del techo con una sábana, sin esperar a que la inconsistencia de las acusaciones cayese por sí sola. La acusación contra Baldisseri, Vangioni y Della Latta no se retiró.

## Juicio y sentencia
Durante el juicio los acusados variaron su versión de los hechos, afirmando que la víctima, Lavorini, murió accidentalmente durante una pelea entre ellos por el reparto del as balas de una pistola que “casualmente” habían encontrado tirada en la playa.
El juicio, tras la aportación de pistas falsas, tentativas de ocultamiento y obstáculos varios, por fin pudo comenzarse en enero de 1975.
El 6 de marzo se condenaba a Baldisseri a 19 años de prisión y a Della Latta a 15 años y 4 meses.  Pietrino Vangioni fue absuelto por falta de pruebas.
El tribunal de apelación de Pisa aceptó la tesis de la Fiscalía, negando que el delito tuviese un objetivo político, reafirmando, por tanto, la motivación vinculada al ambiente homosexual. 
En un recurso posterior en Florencia, el 13 de mayo de 1977, el tribunal modificó la sentencia condenando a Della Latta a 11 años de prisión,  a Vangioni a 9 años y a Baldisseri a 8 años. 
Esta sentencia fue confirmada por el tribunal de casación,  tribunal de última instancia en Italia que, además, asoció el delito del secuestro y asesinato con el de sedición al considerar que se produjo para financiar a una asociación política. 